# مایوود (گروه موسیقی)
مایوود (به انگلیسی: Maywood) گروه موسیقی دو نفره هلندی بودند.
آن ها نماینده هلند در مسابقه آواز یوروویژن ۱۹۹۰ بودند.